# 海派清口
海派清口由上海滑稽演员周立波首先在上海采用而产生的一种对其表演形式的称呼，周立波称此种曲艺形式脱胎于滑稽戏。 
「清口」是一个人在台上表演，评说社会热点、焦点，加上演员自己的詮釋以及模仿，目的是營造出一种快乐的氣氛。周立波借鑒了上海的「单口滑稽」、北京、天津「单口相声」，和香港“栋笃笑”等曲艺和現場喜劇，发展出海派清口這種表演形式。清口也可以視為一種「脫口秀」。
严格意义上讲，海派清口并不是一种全新的模式，从表演形式和内容上而言，属于采用吴语上海话表演"Stand-up comedy"。“Stand-up comedy”在欧美19世纪即已产生并逐渐发展至今，在以英语为母语的美英等国比较流行和成熟。引入国内最早是在粤语圈，由于没有直接的中文翻译对应，最早被意译为“栋笃笑”或音译为“是但噏”。
这种以串接小段笑话、滑稽模仿，并包含与观众互动的滑稽表演形式，在引入沪语体系时被更名为“海派清口”，以此来特指上海方言形式表演的“Stand-up comedy”。
而海派清口也是唯一一个以念预先写好的稿件（先以「手寫提綱樣板」上註記的關鍵詞作提示，連貫著臨場發揮作為表演模式的行為。且以「講完一個，即劃掉一個關鍵詞」之套路，提醒自己避免「跳行」）为主要表演方式的喜剧表演形式。